# مارکوویتسه (استان اوپوله)
مارکوویتسه (به لهستانی: Markowice) یک منطقهٔ مسکونی در لهستان است که در گمینا گووخووازه واقع شده‌است. مارکوویتسه ۲۱۰ نفر جمعیت دارد.